# Yi Yuanji

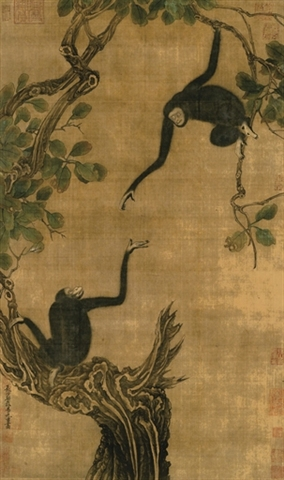
“Dos gibons en un roure”

Yi Yuanji (xinès: 易元吉; pinyin: Yì Yuánjí) fou un pintor xinès que va viure sota la dinastia Song del Nord. No es coneixen les dates exactes del seu naixement i de la seva mort. Va néixer a Changsha, província de Hunan vers l'any 1000 i la seva mort hauria ocorregut vers el 1064.
Notable per les seves pintures de flors i d'animals realitzats amb gran realisme. Les seves obres amb gibons van ser molt cèlebres com ha explicat el sinòleg i escriptor neerlandès Robert van Gulik. Va deixar inacabada “Els Cent Gibons” que li va encarregar l'emperador.